# Running Delilah
Running Delilah è un film per la televisione del 1992 diretto da Richard Franklin. Il film è stato girato nel 1992, ma viene trasmessa due anni dopo, nel 1994.